# Khān Bebīn
Khān Bebīn (persiska: خان بِبين, خَنبِه بُن, خان بِبِن, خان بِهبين, خان بين) är en ort i Iran.   Den ligger i provinsen Golestan, i den norra delen av landet, 300 km öster om huvudstaden Teheran. Khān Bebīn ligger 66 meter över havet och antalet invånare är 10 435.
Terrängen runt Khān Bebīn är varierad.Runt Khān Bebīn är det ganska tätbefolkat, med 65 invånare per kvadratkilometer. Närmaste större samhälle är ‘Alīābād-e Katūl, 15,6 km sydväst om Khān Bebīn. I omgivningarna runt Khān Bebīn växer i huvudsak blandskog.